# تيكساركانا (تكساس)
تيكساركانا هي مدينة في مقاطعة باوي في ولاية تكساس، الولايات المتحدة الأمريكية.قدر عدد سكان تيكساركانا ب67784 نسمة.

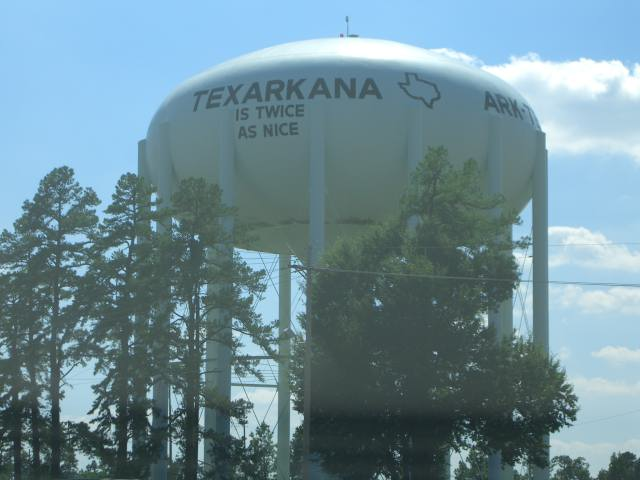
برج مياه في تيكساركانا، تكساس

## اعلام المدينة
- ليندسي ريل ممثلة ومغنية
- بارنيلى جونز سائق سيارة سباق
- أوسيليا جيبسون ملكة جمال الولايات المتحدة الأمريكية 2011
- باربر ميلر لاعب الجولف

## أعلام
- في. إي. هوارد
- مولي كوين
- جوشوا لوغان
- إدي ماثيوز
- جيمس ثيودور ريتشموند
- جون ليفي شيبارد
- أوتيس وليامز
- روس بيرو